# Délégué consulaire
Pour le délégué consulaire des français de l’étranger, voir Conseil consulaire.
En France, un délégué consulaire est un commerçant ou un chef d'entreprise élu par ses pairs, essentiellement pour former le collège électoral chargé de désigner à son tour les membres du Tribunal de commerce. 

## Historique
Les délégués consulaires ont été institués par le décret no 61-923 du 3 août 1961. Avant cette réforme, les juges des tribunaux de commerce étaient élus directement tous les ans par les commerçants, mais ces élections connaissaient une abstention importante. Il s'agissait de constituer une assemblée électorale désignée pour trois ans, et qui élirait à son tour, tous les ans, les juges des tribunaux de commerce. 
Les délégués consulaires pouvaient être aussi les « correspondants » de la chambre de commerce et d'industrie au sein de leur circonscription électorale, couvrant le territoire d'un canton (de plusieurs si les commerçants étaient peu nombreux au sein d'un canton), d'un arrondissement municipal pour Paris et Lyon. 

## Droit positif
Les délégués consulaires sont désormais élus pour cinq ans. Le corps électoral comprend des électeurs à titre personnel, et d'autres qui le sont comme représentants d'une personne morale. 
Sont électeurs à titre personnel les commerçants immatriculés au registre du commerce et des sociétés, les artisans inscrits au registre des métiers, les conjoints collaborateurs, les capitaines au long cours, capitaines de la marine marchande, les pilotes et les commandants de l'aviation civile, ainsi que les membres et anciens membres des tribunaux de commerce, même s'ils ne sont pas électeurs à un autre titre. 
Peuvent être électeurs les représentants de la direction d'une société anonyme ou d'une autre société à caractère commercial, des établissements publics à caractère industriel et commercial, qui ont soit leur siège, soit une succursale dans le ressort de la circonscription, même si le siège est à l'étranger. 
Des cadres dirigeants de sociétés commerciales peuvent aussi être désignés comme électeurs. 
Pour être élu délégué consulaire, il faut figurer parmi les électeurs, et, en outre, avoir atteint l'âge de 30 ans et justifier de cinq ans d'expérience. 